# العلاقات البريطانية السورية
العلاقات البريطانية السورية هي العلاقات الثنائية التي تجمع بين المملكة المتحدة وسوريا.

## مقارنة بين البلدين
هذه مقارنة عامة ومرجعية للدولتين:
| وجه المقارنة                                              | المملكة المتحدة                  | سوريا                    |
| --------------------------------------------------------- | -------------------------------- | ------------------------ |
| المساحة (كم2)                                             | 242.50 ألف                       | 185.18 ألف               |
| عدد السكان (نسمة)                                         | 66.02 مليون                      | 18.27 مليون              |
| الكثافة السكانية (ن./كم²)                                 | 272.25                           | 98.66                    |
| العاصمة                                                   | لندن                             | دمشق                     |
| اللغة الرسمية                                             | اللغة الإنجليزية، اللغة الويلزية | اللغة العربية            |
| العملة                                                    | جنيه إسترليني                    | ليرة سورية               |
| الناتج المحلي الإجمالي (بليون دولار)                      | 2.62 تريليون                     | 60.20 مليار              |
| الناتج المحلي الإجمالي (تعادل القوة الشرائية) بليون دولار | 2.72 تريليون                     |                          |
| الناتج المحلي الإجمالي الاسمي للفرد دولار أمريكي          | 43.88 ألف                        |                          |
| الناتج المحلي الإجمالي للفرد دولار أمريكي                 | 40.23 ألف                        |                          |
| مؤشر التنمية البشرية                                      | 0.907                            | 0.594                    |
| رمز المكالمات الدولي                                      | +44                              | +963                     |
| رمز الإنترنت                                              | .uk، .gb                         | .sy                      |
| المنطقة الزمنية                                           | توقيت غرينيتش، توقيت غرب أوروبا  | ت ع م+02:00، ت ع م+03:00 |

## خلال الحرب الاهلية السورية
منذ الحرب الأهلية السورية دعمت المملكة المتحدة المعارضة السورية. أغلقت المملكة المتحدة سفارتها في سوريا عام 2011 ، وأغلقت سفارة سوريا في لندن في العام التالي.

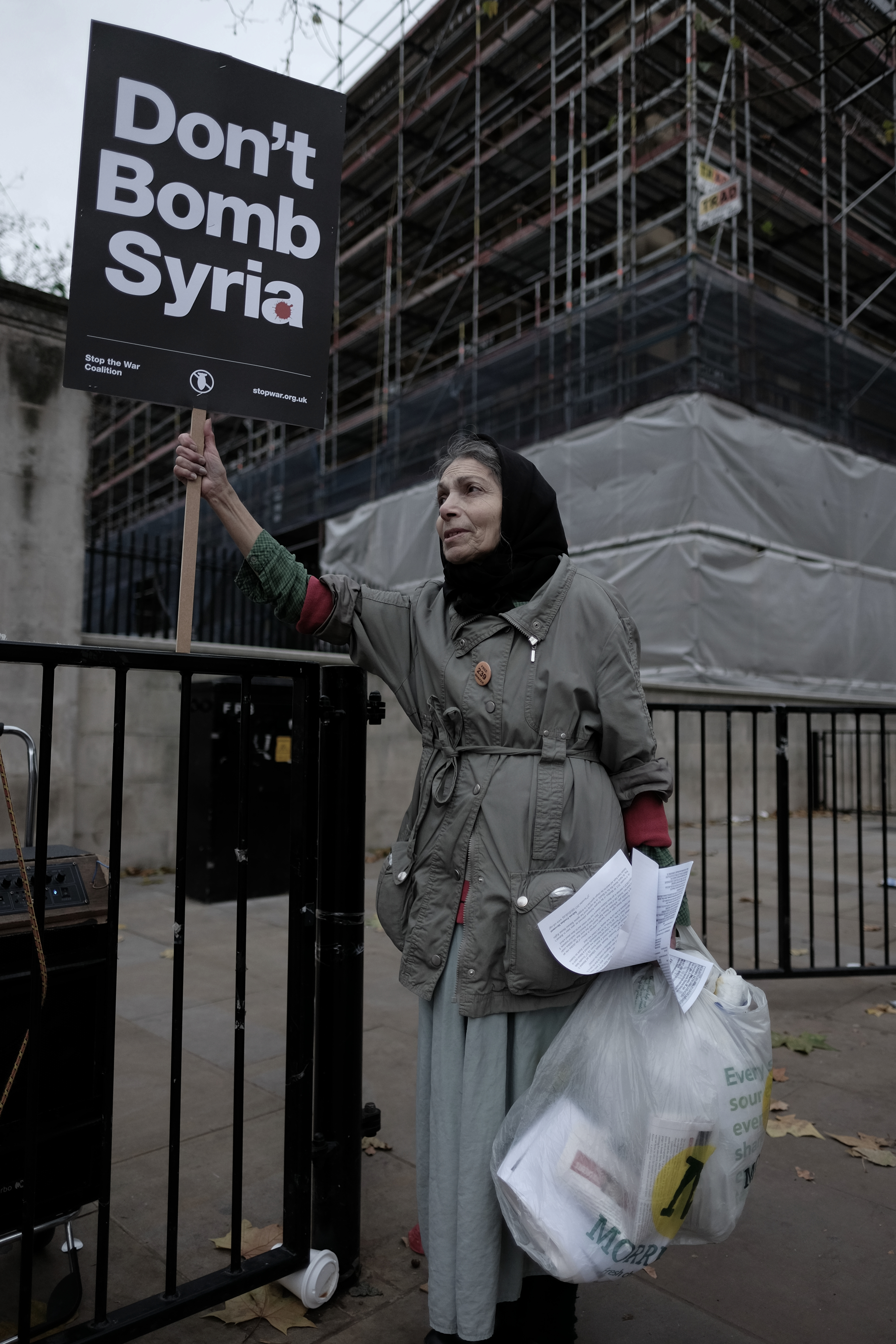
متظاهر يرفع لافتة "لا تقصف سوريا" خلال مظاهرة في لندن في نوفمبر 2015.

## منظمات دولية مشتركة
يشترك البلدان في عضوية مجموعة من المنظمات الدولية، منها:
| علم المنظمة | اسم المنظمة                               | تاريخ انضمام المملكة المتحدة | تاريخ انضمام سوريا |
| ----------- | ----------------------------------------- | ---------------------------- | ------------------ |
|             | مؤسسة التنمية الدولية                     | 24 سبتمبر 1960               | 28 يونيو 1962      |
|             | يونسكو                                    | 4 نوفمبر 1946                | 16 نوفمبر 1946     |
|             | وكالة ضمان الاستثمار متعدد الأطراف        | 12 أبريل 1988                | 14 مايو 2002       |
|             | الأمم المتحدة                             | 24 أكتوبر 1945               | 24 أكتوبر 1945     |
|             | الاتحاد البريدي العالمي                   | ?                            | ?                  |
|             | البنك الدولي للإنشاء والتعمير             | 27 ديسمبر 1945               | 10 أبريل 1947      |
|             | المنظمة الهيدروغرافية الدولية             | ?                            | ?                  |
|             | الاتحاد الدولي للاتصالات                  | 24 فبراير 1871               | 12 يناير 1924      |
|             | منظمة حظر الأسلحة الكيميائية              | ?                            | ?                  |
|             | مؤسسة التمويل الدولية                     | 20 يوليو 1956                | 28 يونيو 1962      |
|             | المركز الدولي لتسوية المنازعات الاستشارية | 18 يناير 1967                | 24 فبراير 2006     |
|             | منظمة الشرطة الجنائية الدولية             | ?                            | ?                  |

## أعلام
هذه قائمة لبعض الشخصيات التي تربطها علاقات بالبلدين:
- بيتر فورد (27 يونيو 1947 – )
- روجر تومكيس (دبلوماسي بريطاني، 15 مارس 1937 – )
- سامو زين (10 نوفمبر 1979 – )
- سايمون كوليس (دبلوماسي بريطاني، 23 فبراير 1956 – )
- سيمون حلبي (رائد أعمال بريطاني، 1950 – )
- شريف حكمت النشاشيبي (القرن العشرين – )
- عدنان عمران (9 أغسطس 1934 – )
- فيصل القاسم (اعلامي سوري، 3 يونيو 1961 – )
- فيليب ستاما (خبير ولاعب شطرنج سوري، عقد 1700[25][26] – 1755[25])
- كفاح مقبل (جراح سوري، 1965 – )
- مصطفى سليمان (رائد أعمال من المملكة المتحدة، القرن العشرين – )
- مي بدر (صحفية من المملكة المتحدة، 6 يوليو 1968 – )
- نوري الجراح (شاعر سوري، 27 يناير 1956 – )

## وصلات خارجية
- موقع وزارة الخارجية البريطانية